# 구례여자중학교
구례여자중학교(求禮女子中學校)는 대한민국 전라남도 구례군 구례읍 봉남리에 있는 공립 중학교이다.

## 학교 연혁
- 1966년 3월 7일 : 구례여자중학교 개교
- 1966년 3월 7일 : 초대 유용순 교장 부임
- 1981년 2월 16일 : 21학급 인가
- 2025년 2월 7일 : 제57회 63명 졸업(총 11,342명)
- 2025년 3월 1일 : 제22대 고민자 교장 부임

## 참고 자료
- 구례여자중학교 - 한국교육학술정보원 학교알리미